# Rodolphe Rubattel
Rodolphe Rubattel ( 4 de Setembro de 1896 - 18 de Outubro de 1961) foi um político suíço, servindo como presidente da Confederação suíça em 1954.
Ele foi eleito para o Conselho Federal suíço em 11 de Dezembro de 1947 e terminou o mandato a 31 de Dezembro de 1954.